# Ружина (округ Лученец)
Ружина (словац. Ružiná) — село, громада округу Лученець, Банськобистрицький край, центральна Словаччина, регіон Новоград. Кадастрова площа громади — 10,81 км². 
Населення 876 осіб (станом на 31 грудня 2017 року).

## Географія
Протікає Будінський потік. Збудовано водосховище Ружина.

## Історія
Ружина згадується в 1499 році.

## Населення
| Рік:            | 1994. | 2004.   | 2014.   | 2024.   |
| --------------- | ----- | ------- | ------- | ------- |
| Кількість осіб: | 834   | 856     | 865     | 828     |
| Різниця:        |       | +2,63 % | +1,05 % | -4,27 % |

| Рік:            | 2023. | 2024.   |
| --------------- | ----- | ------- |
| Кількість осіб: | 836   | 828     |
| Різниця:        |       | -0,95 % |